# Transparencies
Transparencies is een muziekalbum van het samenwerkingsverband Plumbline (elektronica) en Roger Eno, piano. Het album bevat ambient pianomuziek aangevuld met elektronische snuisterijen. Plumbline is daarbij een pseudoniem voor Will Thomas.
Alle muziek is door henzelf geschreven en opgenomen:
1. Transparencies
2. Adaptation
3. Siren 890
4. With insight
5. Intersection
6. Sodium highlights
7. Being present
8. A few street away
9. Future plans
10. Every so often
11. It all becomes clear